# Le Port (Kaprálová)
Pour les articles homonymes, voir Le Port.
Le Port (en tchèque : Válka) est une œuvre de jeunesse de la compositrice Vítězslava Kaprálová datant de 1925.

## Contexte
Vítězslava Kaprálová compose sa petite pièce pour piano à l'âge de dix ans. La pièce est datée du 5 janvier 1925. Elle renoue avec les pièces narratives déjà écrites que sont Du domaine des fables et La Guerre.

## Analyse
La pièce commence par des « Vaguelettes » (en tchèque : Vlnky) suggérées par un accord fragmenté de ré majeur, en septième de dominante, répété sur trois octaves différentes de l'aigu au medium. Ensuite, « un bateau démarre » (en tchèque : Rozjíždějící se lod') présenté par des accords brisés chacun présentés deux fois d'abord à la main droite puis à la main gauche. Ces accords, d'abord en triolets, deviennent ensuite des doubles croches, montrant l'accélération jusqu'au « Chant des marins » (en tchèque : Zpěv lodníků), constitué d'un antécédent et de son conséquent, tous deux doublés à l'octave. Ce chant est suivi d'un « écho à distance » (en tchèque : doznívá v dáli).